# Индианаполисский симфонический оркестр
Индианаполисский симфонический оркестр (англ. Indianapolis Symphony Orchestra) — американский симфонический оркестр, базирующийся в Индианаполисе. Основан в 1930 году.

## История
В 1928 году работавший в Индианаполисе более 20 лет немецкий скрипач и дирижёр  Фердинанд Шефер принял руководство Оркестром Киршбаума — любительским коллективом, действовавшим в еврейском общинном Центре Киршбаума, — и решил превратить его в полноценный профессиональный коллектив, получив в этом начинании организационную и финансовую поддержку предпринимателя и скрипача-любителя Леонарда Страусса (1898—1954), возглавлявшего Общество еврейского общинного центра. Набрав в оркестр безработных музыкантов, 2 ноября 1930 года Шефер провёл первый концерт Индианаполисского симфонического оркестра, исполнив Шотландскую симфонию Феликса Мендельсона, прелюдию из первого акта оперы Рихарда Вагнера «Лоэнгрин» и первую сюиту Эдварда Грига «Пер Гюнт». К 1938 году оркестр полностью перешёл на профессиональную основу.
Среди значительных страниц истории оркестра — европейские гастроли 1987, 1993 и 1997 годов, еженедельная радиопрограмма «Индианаполис в эфире» с участием оркестра, работающая с 1994 года.

## Музыкальные руководители
- Фердинанд Шефер (1930—1937)
- Фабиан Севицкий (1937—1955)
- Излер Соломон (1956—1975)
- Джон Нельсон (1976—1987)
- Рэймонд Леппард (1987—2001)
- Марио Венцаго (2002—2009)
- Кшиштоф Урбанский (2011—2021)
- Юн Меркль (художественный консультант, с 2021 г.)